# Cecilia Beaux
Eliza Cecilia Beaux (1 de maio de 1855 – 17 de setembro de 1942) foi uma artista norte-americana e a primeira mulher a lecionar arte na Academia de Belas-Artes da Pensilvânia. Conhecida por seus retratos elegantes e sensíveis de amigos, parentes e patronos da Gilded Age, Beaux pintou muitos temas famosos, incluindo a Primeira Dama Edith Roosevelt, o Almirante Sir David Beatty e Georges Clemenceau.

## Biografia
Filha de Cecilia Kent Leavitt e Jean-Adolphe Beaux, a vida inicial da artista foi moldada pela morte de sua mãe, apenas 12 dias após seu nascimento. O pai de Beaux retornou à França, deixando Beaux e sua irmã mais velha, Aimée, para serem criadas por parentes. O interesse inicial de Beaux pela arte foi incentivado em casa e na escola.
Aos 18 anos, Beaux ganhava a vida com arte comercial, fazendo litografias e pintando em porcelana enquanto estudava na Filadélfia. Ela completou seu primeiro retrato premiado em 1884. Em 1888, após rejeitar várias propostas de casamento, Beaux decidiu se dedicar ao retrato e estudou na Europa por 19 meses.